# Venturia ahlensis
Venturia ahlensis är en stekelart som beskrevs av Maheshwary 1977. Venturia ahlensis ingår i släktet Venturia och familjen brokparasitsteklar. Inga underarter finns listade i Catalogue of Life.